# Парафія (адміністративно-територіальна одиниця)
Пара́фія — адміністративно-територіальна одиниця у законодавстві ряду країн. Походить від християнської церковної парафії. Залежно від країни мають різний характер: можуть бути одночасно церквоною і світською адміністративною одиницею, або лише світською (так звана — світська парафія (англ. civil parish)). Відповідають повіту, волості, гміні тощо.

## Сучасні
Адміністративно-територіальна одиниця нижчого рівня, що відповідає повіту, волості, гміні.
- Парафія (англ. parish, періш) — у англомовних країнах (парафії Луїзіани).
- Парафія (нім. Kirchspiel, кірхшпіль) — у німецькомовних країнах.
- Парафія (порт. freguesia, фрегезія) — у португаломовних країнах. У Португалії — одиниця нижчого рівня, складова муніципалітету.
- Парафія (ісп. parroquia, паррокія; кат. parròquia, паррокіа) — у іспаномовних та каталономовних країнах. В Іспанії — одиниця нижчого рівня, складова муніципалітету.
- Парафія (кат. parròquia, паррокіа) — у каталономовних країнах. В Андоррі — основна одиниця рівня.

## Історичні
- Парафія (ст.-укр. Парафея) — адміністративна одиниця деяких земель Великого князівства Литовського. Об'єднувала декілька сіл[1].
- Парафія (пол. Parafia, Parochia) — адміністративна одиниця українських земель Речі Посполитої, що перебували в приватній власності в XVIII столітті, складова частина повіту[2]. Парафія в свою чергу поділялася на ключі та добра (маєтки, великі господарства).
- Парафія (нім. Kirchspiel, кірхшпіль) — адміністративна одиниця Курляндсько-Семигальського герцогства. Об'єднувала ряд сіл і містечок. Кілька парафій складали гауптманство (повіт).